# 杜柟
杜柟（1489年—1538年），字子才，號硏岡，河南臨潁人，明朝政治人物，進士出身。

## 生平
戶科給事中杜桐兄。正德十六年（1521年）登辛巳科進士，授戶部主事，改兵部主事，嘉靖五年（1526年）六月升任通政使司右参议，次年十二月，进左参议，嘉靖七年（1528年）丁忧。嘉靖十年（1531年）三月，服阕，復除原职，添注管事，同年十月，升右通政，嘉靖十五年（1536年）正月，晋左通政，次年六月，官至都察院右僉都御史，嘉靖十七年（1538年）卒於任內，著有《硏岡集》。

## 家庭
曾祖杜獻、祖父杜文，登仕佐郎、父杜进，监生；母姚氏。重庆下。弟杜桐，同科進士、杜㭪、杜栴。